# Мушкетик Юрій Михайлович
Ю́рій (Гео́ргій) Миха́йлович Мушке́тик (21 березня 1929, село Веркиївка, тепер Вертіївка Ніжинського району Чернігівської області, Українська РСР, СРСР — 6 червня 2019, Київ, Україна) — український письменник, Герой України (2009). Лавреат Республіканської премії ЛКСМУ імені Миколи Островського (1965), Державної премії СРСР (1987) та Національної премії імені Тараса Шевченка (1992). Голова Національної спілки письменників України (1986—2001). Депутат Верховної Ради УРСР 11-го скликання.

## Життєпис
Народився 21 березня 1929 року в селі Вертіївка Ніжинського району Ніжинської округи УСРР у родині сільських активістів. Батько працював тоді вчителем, мати брала участь в організації перших созів, потім багато років очолювала колгосп. Закінчив середню школу. У 1948—1953 навчався на філологічному факультеті Київського університету, потім ще три роки навчався в аспірантурі при кафедрі української літератури.
Член ВКП(б) з 1951 року.
У 1953—1956 роках навчався в аспірантурі при кафедрі української літератури. З 1956 року працював заступником редактора, а з 1958 по 1972 роки — головним редактором журналу «Дніпро». З 1979 року секретар, з 1980 року — 1-й секретар правління Київської організації Спілки письменників України.
У 1986—2001 роках — голова Національної Спілки письменників України, брав активну участь у боротьбі за відродження української мови і культури.
Академік Укр. академії оригінальних ідей (1995). Депутат ВР України 11-го скликання.
Помер 6 червня 2019 року у 90-річному віці в Києві. Похований 8 червня на Байковому кладовищі (ділянка № 33).

## Життєвий та творчий шлях
Почав друкуватися 1952 (оповідання «Перед грозою»).
1954 року — у видавництві «Радянський письменник» вийшла повість «Семен Палій». Історичні події письменник трактував, притримуючись офіційної точки зору.
1957 року — роман «Гайдамаки», який, порівняно з попереднім твором, відзначається ширшим епічним розмахом у відтворенні історичної доби. Розповідаючи про певну історичну подію, автор намагається розкрити її через долі героїв. 1959—1960 роки — дилогія про Другу світову війну «Вогні серед ночі» та «Чорний хліб». Герой дилогії — хлопчина-підліток, при створенні образу якого автор використав події із власного життя. У творі показано життя повоєнного поліського села, яке складалося не лише з буднів, а й із перших мирних радощів.
Початок 1960-х років був для Мушкетика дуже плідним. Письменник змінив тематику творчості, перейшовши до зображення образу сучасника, і захопився дослідженням внутрішнього світу людини. 1962 року — роман «Серце і камінь». Головний герой роману Федір Кущ — інженер-атомщик. Втративши здоров'я і перетворившись на інваліда, він зневірився в усьому і вирішив повернутися до рідного села, щоб доживати там до пенсії. Та саме у вирі життя на селі Кущ збагнув, що не може знаходитись осторонь. Його щастя — у боротьбі за людину.
1964 року — роман «Крапля крові». Тема людяності і моралі на повний голос звучить у романі, де автор звертається до проблеми совісті.
1970-ті роки — Мушкетик пише романи та повісті на сучасну та історичну тематику: перша редакція роману «Яса» (1970—1974), воєнний роман «Жорстоке милосердя» (1973), повість «Старий у задумі» (1974), фантастична повість «З'їж серце лева» (1972), роман «Біла тінь» (1977), повість «Біль» (1978), роман «Суд над Сенекою» (1978), роман «Позиція» (1979). Кожний твір Юрія Мушкетика у сімдесяті роки відзначаєиться виразною морально-етичною проблематикою і спробою автора знайти відповіді на важливі питання сучасності.
Наступний педіод творчості автора (80-ті роки) продовжує попередні дослідження сутності людського життя в значно глибшому аспекті. Автор розмірковує про призначення людини, її можливості, причини добра, зла і на фоні їх — людського безсмерття.
1984—1985 роки — поява другої редакції роману «Яса», який являє собою велике епічне полотно, де чітко простежується вболівання письменника за долю рідної землі.
1984 рік — повість «Жовтий цвіт кульбаби» стала визначним явищем в історичній белетристиці.
1984 рік — поява роману «Рубіж», де зображено моральне протиборство представників молодшого і старшого поколінь.
1989 рік — вийшла друком повість «Літній лебідь на зимовому березі», побудована на табірно-колимському матеріалі.
1990 рік — створено оповідання «Суд». У невеликому за обсягом оповіданні відображено суспільні явища, характерні для Радянського союзу часів сталінського та брежнєвського режимів.
1993 рік — вийшов друком історичний роман «Гетьманський скарб».
1995 рік — світ побачив новий великий епічний твір — «На брата брат».
1997 рік — видав двоплановий твір «Прийдімо, вклонімося» про події 70-х років ХХ ст., доноси, цькування, нищення пам'яток, на другому плані роману — Коліївщина.
Перу Юрія Мушкетика належить низка творів, які відбивають історичний розвиток держави і роль особистості в ньому. Автор продовжує плідну працю на літературній ниві, створюючи глибокі образи, продовжуючи пошуки нових форм і засобів вираження важливих проблем сучасності, зробивши основним об'єктом дослідження людину. Письменник прагне відбити різні періоди життя суспільства, розглядає різноманітні життєві ситуації, показує різні соціальні верстви населення. Він пильно спостерігає за дійсністю, тому герої його творів реальні, а проблеми, яких він торкається актуальні.

## Твори
- 1954 — повість «Семен Палій»;
- 1959 — повість «Вогні серед ночі»;
- 1960 — повість «Чорний хліб»;
- 1967 — повість «День пролітає над нами»;
- 1971 — оповідання «Смерть Сократа»;
- 1972 — повість «З'їж серце лева»;
- 1974 — повість «Старий у задумі»;
- 1978 — повість «Біль»;
- 1984 — повість «Жовтий цвіт кульбаби»;
- 1985 — повість «Обвал»;
- 1989 — повісті «Літній птах на зимовому березі», «Селена», «Динозавр»;
- 1990 — повість «Суд»;
- оповідання «Солодке життя Оникія Зайця», «Суд», «Далека сестра», «Супряги», «Чи можна кохати двох?», «Стежка через дорогу», «Звичайна історія», «Гула», «Їй тоді було дванадцять», «Тепло її шинелі»;
- повісті «Руїна», «Оглянься — за тобою погоня!», вийшли однією книгою під назвою: «Гетьман син гетьмана»

### Романи
- Гайдамаки (1957)
- Серце і камінь (1962)
- Крапля крові (1964)
- Останній острів (1969)
- Яса (1970—1974, перша редакція; 1987, друга редакція)
- Жорстоке милосердя (1973)
- Біла тінь (1977)
- Суд над Сенекою (1978)
- Позиція (1979)
- Віхола (1983)
- Рубіж (1984)
- Гетьманський скарб (1993)
- На брата брат (1996)
- Прийдімо, вклонімося… (1997)
- Погоня (1997)
- Морок (2001)
- У пастці (2004)
- Плацдарм (2008)[3]
- Гетьман, син гетьмана (2013)
- Останній гетьман (2010)
- Час звіра (2014)

### П'єси
- Не кидай мене в дорозі (1969).

Героями історичних творів письменника виступають визначні особистості української історії (С. Палій, І. С. Мазепа, М. І. Залізняк, І. Сірко, П. Дорошенко, П. Полуботок, І. Виговський), діяльність яких розгортається на тлі достовірної багатогранної панорами життя українського народу, що спирається на величезний обшир історичних джерел та теоретико-історіографічних досліджень, скрупульозно вивчених автором. В обох напрямах своєї творчості (минувшина і сучасність) він порушує непроминущі філософські питання духовності, совісті, моралі, істини, добра і зла, відображає суспільні настрої і переживання, формуючи життєві принципи й пріоритети української нації.
За творами Мушкетика знято кінофільм «Біла тінь» (1979) та телефільми «Позиція» (1983), «Біль» (1989), «Чорна долина» (1989, за мотивами роману «Яса»).

## Премії
- Премія Миколи Островського (1965), за роман «Крапля крові».
- Шевченківська премія (1980) за роман «Позиція».
- Державна премія СРСР (1987), за роман «Рубіж».
- Премія ім. М. Старицького (1994), за роман «На брата брат».
- Премія Фундації Антоновичів (1997), за художнє відображення минулого України.
- Міжнародна премія ім. Г. Сковороди (1997).
- Премія ім. Д. Яворницького (2004), за роман «Погоня».

## Нагороди
- Почесна відзнака Президента України (1996).
- Орден князя Ярослава Мудрого 5-го ст. (1999).
- Звання Герой України з врученням ордена Держави — 20 березня 2009 року.
- Відзнака «Золотий письменник України», 2012[4].
- Медаль «Івана Мазепи» (2016)[5].
- Медаль «Олександра Довженка» (2018) — за визначний внесок в українську літературу.[6]

## Родина
Із дружиною, яку знав іще зі школи, Юрій Мушкетик прожив 53 роки. Поховав її у 2008 році. Мали двох доньок. Старша донька Леся — фольклорист, перекладач, доктор філологічних наук, провідний науковий співробітник Інституту мистецтвознавства, фольклористики та етнології ім. М. Т. Рильського НАН України.

## Вшанування пам'яті
22 червня 2023 року в місті Ірпінь вулицю Натана Рибака перейменували на вулицю Юрія Мушкетика.
9 січня 2024 року у місті Лисичанськ вулицю Лобачевського перейменували на вулицю Юрія Мушкетика.
10 липня 2024 року у місті Чернігів вулицю Мечникова перейменували на вулицю Юрія Мушкетика.